# Club Sporting Cristal
Club Sporting Cristal, oftast bara Sporting Cristal, är en peruansk fotbollsklubb från Lima. Klubben bildades 13 december 1955 och räknas som en av de tre stora inom peruansk fotboll tillsammans med Alianza Lima och Universitario. Sporting Cristal har vunnit den inhemska ligan 17 gånger per säsongen 2014 och kom tvåa i Copa Libertadores 1997, då de blev slagna av brasilianska Cruzeiro i finalen.
Förutom fotboll har klubben även haft volleyboll på programmet med ett damlag på elitnivå. Det debuterade i Liga Nacional Superior de Voleibol 2008 och kom som bäst trea i Liga Nacional Superior de Voleibol 2012-2013 och tvåa 2013–14. Volleybollverksamheten bytte 2019 namn till Club Sport Real

## Meriter
- Torneo Descentralizado
  - Vinnare (20): 1956, 1961, 1968, 1970, 1972, 1979, 1980, 1983, 1988, 1991, 1994, 1995, 1996, 2002, 2005, 2012, 2014, 2016, 2018, 2020
- Copa Libertadores
  - Tvåa (1): 1997